# Strangalia basifemoralis
Strangalia basifemoralis là một loài bọ cánh cứng trong họ Cerambycidae.